# Erytroza
Erytroza – organiczny związek chemiczny, cukier prosty z grupy aldoz o czterech atomach węgla (aldotetroza). Występuje w dwóch stereoizomerycznych formach D i L. Formą występującą w naturze jest D-erytroza. Epimerem erytrozy jest treoza.